# Хёфнер, Эрнст
Эрнст Хёфнер (нем. Ernst Höfner; 1 октября 1929, Либенштайн — 24 ноября 2009, Берлин) — министр финансов ГДР.

## Биография
Эрнст Хёфнер родился в семье токаря. Окончив начальную школу, обучался на стеклодува. Работал по профессии и затем обучался на коммерсанта в области промышленности. В 1948 году вступил в СЕПГ. В 1948—1949 годах работал финансовым бухгалтером и по окончании специального образования в 1949—1950 годах — главным бухгалтером и главным референтом в министерстве финансов ГДР. В 1952—1955 годах обучался в Высшей школе финансового хозяйства и получил диплом экономиста. В 1955—1970 годах руководил отделом министерства финансов ГДР. В 1962—1965 годах Хёфнер изучал общественные науки в Высшей партийной школе КПСС в Москве. В 1970—1976 годах был назначен заместителем министра финансов ГДР. В 1976—1979 годах служил первым секретарём райкома СЕПГ Центрального банка и финансовых органов, с января 1979 по 1981 год — первым секретарём райкома СЕПГ Государственной плановой комиссии. С 26 июня 1981 по ноябрь 1989 года занимал должность министра финансов ГДР, сменив на этом посту Вернера Шмидера. Как министр финансов входил в президиум Совета Министров ГДР. Вместе с Герхардом Шюрером, Герхардом Байлем, Александром Шальк-Голодковским и Арно Дондой Эрнст Хёфнер являлся одним из авторов доклада «Анализ экономического положения ГДР с ключевыми выводами», представленного в Политбюро ЦК СЕПГ 30 октября 1989 года и впервые свидетельствующего о критическом экономическом положении ГДР.